# Si la vie est cadeau
Si la vie est cadeau (Nederlands: Als het leven een geschenk is) is een lied uit 1983 van de Franse zangeres Corinne Hermès. Het werd geschreven en gecomponeerd door Jean-Pierre Millers en Alain Garcia.
Met dit lied won Luxemburg in 1983 het Eurovisiesongfestival.

## Achtergrond
Si la vie est cadeau is een indringend chanson waarvan de tekst gaat over het einde van een liefdesverhaal. De zangeres zingt over haar liefde voor een man die haar het geluk en een kind beloofde, maar daarvan is niets uitgekomen. Ze vergelijkt het leven met een geschenk dat "gegeven, teruggenomen en gestolen" is, wat kan suggereren dat het hier om een miskraam gaat. Ze concludeert dat de gelukkige tijden te kort zijn.

### Eurovisiesongfestival 1983
In 1983 werd de toen 21-jarige Corinne Hermès door de Luxemburgse omroep CLT geselecteerd om Luxemburg te vertegenwoordigen op het Eurovisiesongfestival. Dat zij uit Frankrijk kwam speelde geen rol, aangezien het voor Luxemburg een gewoonte was om voor het songfestival buitenlandse artiesten te rekruteren. De schrijvers van het lied Si la vie est cadeau waren eveneens Frans.
De 28ste editie van het Eurovisiesongfestival vond plaats op 23 april 1983 in München. Hermès was als laatste van twintig deelnemers aan de beurt. Ze stond op het podium in een opvallende roze outfit en werd bijgestaan door een vijfkoppig achtergrondkoor. Dirigent Michel Bernholc begeleidde het orkest. Bij de puntentelling gaven vrijwel alle landen punten aan de Luxemburgse inzending (Noorwegen en het Verenigd Koninkrijk waren hierop de enige uitzonderingen) en zes landen hadden er zelfs hun maximumaantal van twaalf punten voor over. Hermès eindigde uiteindelijk bovenaan met een totaalscore van 142 punten, zes punten meer dan Ofra Haza uit Israël. Het betekende in totaal de vijfde (en tot nog toe laatste) Luxemburgse songfestivaloverwinning.

## Hitlijsten
Na de songfestivalwinst groeide Si la vie est cadeau uit tot een bescheiden internationale hit. Het grootste succes behaalde het nummer in Frankrijk en in Vlaanderen, waar het de top 3 van de hitparades bereikte. Tevens stond de single genoteerd in de top 20 van de Ierse, Zweedse en Zwitserse hitlijsten. In Nederland kwam Corinne Hermès respectievelijk tot de 19de plaats (in de Nederlandse Top 40) en de 31ste plaats (in de Nationale Hitparade).

### Nederlandse Top 40
| Hitnotering: week 19 t/m 22 in 1983 | Hitnotering: week 19 t/m 22 in 1983 | Hitnotering: week 19 t/m 22 in 1983 | Hitnotering: week 19 t/m 22 in 1983 | Hitnotering: week 19 t/m 22 in 1983 | Hitnotering: week 19 t/m 22 in 1983 |
| Week:                               | 1                                   | 2                                   | 3                                   | 4                                   |                                     |
| ----------------------------------- | ----------------------------------- | ----------------------------------- | ----------------------------------- | ----------------------------------- | ----------------------------------- |
| Positie:                            | 29                                  | 19                                  | 20                                  | 30                                  | uit                                 |

### BRT Top 30
| Positie: | 3 | 7 | 5 | 10 | 13 | 22 | uit |

## Covers
Si la vie est cadeau werd diverse malen en door uiteenlopende artiesten gecoverd. Zelf nam Corinne Hermès het nummer, naast de originele Franstalige versie, ook op in het Engels (Words of love) en het Duits (Liebe gibt und nimmt). Andere uitvoeringen en vertalingen zijn onder meer:
- Antwerps: Al da d'haar... krijde cadeau (De Strangers)
- Duits: Liebe gibt und nimmt (Anni Perka)
- Engels: Words of love (Sanci Bell)
- Fins: Lahjan sain (Lea Laven / Seija Simola / Taiska)
- Nederlands: Je liefde maakt me blind (Ger Edwards)
- Servo-Kroatisch: Ljubav je dar (Maja Odžaklijevska)
- Turks: 	Aşk bir armağan (Beş Yıl Önce On Yıl Sonra)
- Zweeds: Det är nu (Eva-Karin)
- Instrumentaal: Si la vie est cadeau (Paul Mauriat)

1956: Refrain · 
1957: Net als toen · 
1958: Dors, mon amour · 
1959: 'n Beetje · 
1960: Tom Pillibi · 
1961: Nous les amoureux · 
1962: Un premier amour · 
1963: Dansevise · 
1964: Non ho l'età · 
1965: Poupée de cire, poupée de son · 
1966: Merci, chérie · 
1967: Puppet on a string · 
1968: La la la · 
1969: Un jour, un enfant, De troubadour, Vivo cantando, Boom bang-a-bang · 
1970: All kinds of everything · 
1971: Un banc, un arbre, une rue · 
1972: Après toi · 
1973: Tu te reconnaîtras · 
1974: Waterloo · 
1975: Ding-a-dong · 
1976: Save your kisses for me · 
1977: L'oiseau et l'enfant · 
1978: A-ba-ni-bi · 
1979: Hallelujah · 
1980: What's another year · 
1981: Making your mind up · 
1982: Ein bißchen Frieden · 
1983: Si la vie est cadeau · 
1984: Diggi-loo diggi-ley · 
1985: La det swinge · 
1986: J'aime la vie · 
1987: Hold me now · 
1988: Ne partez pas sans moi · 
1989: Rock me · 
1990: Insieme: 1992 · 
1991: Fångad av en stormvind · 
1992: Why me? · 
1993: In your eyes · 
1994: Rock 'n' roll kids · 
1995: Nocturne · 
1996: The voice · 
1997: Love shine a light · 
1998: Diva · 
1999: Take me to your heaven · 
2000: Fly on the wings of love · 
2001: Everybody · 
2002: I wanna · 
2003: Everyway that I can · 
2004: Wild dances · 
2005: My number one · 
2006: Hard rock hallelujah · 
2007: Molitva · 
2008: Believe · 
2009: Fairytale · 
2010: Satellite · 
2011: Running scared · 
2012: Euphoria · 
2013: Only teardrops · 
2014: Rise like a phoenix · 
2015: Heroes · 
2016: 1944 · 
2017: Amar pelos dois · 
2018: Toy · 
2019: Arcade · 
2021: Zitti e buoni · 
2022: Stefania · 
2023: Tattoo · 
2024: The code